# Rhopaloscelis unifasciatus
Rhopaloscelis unifasciatus là một loài bọ cánh cứng trong họ Cerambycidae.